# Björn Vleminckx
Björn Vleminckx (Boom, 1º dicembre 1985) è un ex calciatore belga, di ruolo attaccante.

## Carriera

### Club
Inizia la sua carriera nel Beveren dove totalizza 40 presenze e 3 reti prima di trasferirsi, nel luglio 2005 all'Ostenda per poi passare, l'anno successivo, al Mechelen, con cui ottiene la promozione in Pro League nel 2007.

#### N.E.C Nijmegen
Il 6 giugno 2009 passa al N.E.C. per 1,8 milioni di euro. Debutta con il club olandese il 7 agosto nella sconfitta esterna per 2-0 contro il Feyenoord. Realizza le sue prime reti la settimana seguente, segnando una doppietta contro l'Heerenveen. Nella sua prima stagione in Olanda totalizza 32 presenze in campionato con 8 reti. La stagione 2010-2011 inizia con una tripletta nella vittoria esterna (3-5) contro il Willem II. Realizza le sue ultime reti con il club olandese il 1º maggio 2011 segnando un poker contro il Roda (5-0). Con 23 reti in 32 presenze, è stato il capocannoniere dell'Eredivisie 2010-2011.

#### Club Bruges
Il 25 marzo 2011 passa al Club Brugge per 3,3 milioni di euro. Debutta con il club belga il 28 luglio contro il Qarabağ nella partita valida per il terzo turno preliminare dell'Europa League 2011-2012, vinta 4-1, segnando la rete del vantaggio al 10º minuto. Il 1º dicembre 2012 realizza l'ultimo gol con la squadra belga nel pareggio interno contro il Mechelen, sua ex squadra. In totale con il Club Bruges realizza 9 gol in 39 presenze.

#### Gençlerbirliği
Il 5 gennaio 2013 si trasferisce al Gençlerbirliği in prestito fino a fine stagione. Debutta con il club turco il 20 gennaio realizzando un poker sul campo dell'Antalyaspor (3-5). Realizza la sua ultima rete con il club turco il 21 aprile contro il Fenerbahçe.

#### Kayseri Erciyesspor
Il 1º luglio 2013 firma un contratto con il Kayseri Erciyesspor, club neopromosso in Süper Lig. Debutta il 16 agosto nel pareggio esterno (0-0), contro l'Antalyaspor. Realizza la sua prima rete con la nuova maglia la settimana seguente, su calcio di rigore, nella sconfitta interna per 2-4 contro il Beşiktaş. Si ripete anche la settimana seguente sul campo del Çaykur Rizespor (2-1), venendo espulso per doppia ammonizione nei minuti finali.

### Nazionale
Ha ricevuto la convocazione nella Nazionale belga nel 2010. Ha disputato solo 3 partite, tutte amichevoli, contro Finlandia e Slovenia, senza mai andare a segno.

## Statistiche

### Cronologia presenze e reti in nazionale
| Cronologia completa delle presenze e delle reti in nazionale ― Belgio | Cronologia completa delle presenze e delle reti in nazionale ― Belgio | Cronologia completa delle presenze e delle reti in nazionale ― Belgio | Cronologia completa delle presenze e delle reti in nazionale ― Belgio | Cronologia completa delle presenze e delle reti in nazionale ― Belgio | Cronologia completa delle presenze e delle reti in nazionale ― Belgio | Cronologia completa delle presenze e delle reti in nazionale ― Belgio | Cronologia completa delle presenze e delle reti in nazionale ― Belgio |
| Data                                                                  | Città                                                                 | In casa                                                               | Risultato                                                             | Ospiti                                                                | Competizione                                                          | Reti                                                                  | Note                                                                  |
| --------------------------------------------------------------------- | --------------------------------------------------------------------- | --------------------------------------------------------------------- | --------------------------------------------------------------------- | --------------------------------------------------------------------- | --------------------------------------------------------------------- | --------------------------------------------------------------------- | --------------------------------------------------------------------- |
| 11-8-2010                                                             | Turku                                                                 | Finlandia                                                             | 1 – 0                                                                 | Belgio                                                                | Amichevole                                                            | -                                                                     | 73’                                                                   |
| 9-2-2011                                                              | Gand                                                                  | Belgio                                                                | 1 – 1                                                                 | Finlandia                                                             | Amichevole                                                            | -                                                                     | 82’                                                                   |
| 10-8-2011                                                             | Celje                                                                 | Slovenia                                                              | 0 – 0                                                                 | Belgio                                                                | Amichevole                                                            | -                                                                     | 59’                                                                   |
| Totale                                                                |                                                                       | Presenze                                                              | 3                                                                     |                                                                       | Reti                                                                  | 0                                                                     |                                                                       |

## Palmarès

### Club

#### Competizioni nazionali
- Tweede klasse: 1

Anversa: 2016-2017